# سيتمانا فالنسيا 2021
سيتمانا فالنسيا 2021 هو سباق دراجات هوائية، وهو الموسم رقم 5 من سيتمانا فالنسيا، وأقيم خلال الفترة 6 مايو 2021، وحتى 9 مايو 2021، وهو أحد سباقات سباق الدراجات على الطريق للسيدات 2021، وشارك فيه 136 متسابقاً ووصل إلى نهايته 99 متسابقاً.
فاز بالمركز الأول أنيميك فان فليوتن، وبالمركز الثاني مارغريتا فيكتوريا غارسيا، وبالمركز الثالث Katrine Aalerud ‏، وكان الفائز حسب النقاط للشباب Noemi Rüegg ‏، وكان الفائز في تصنيف الجبال كريستابل دوبيل هيكوك.

## الفرق
| فرق سيدات عالمية (4)- ألي بي تي سي ليوبليانا 2021 ‏ - Liv AlUla Jayco ‏ - كانيون إس آر إيه إم راسينغ 2021 ‏ - موفيستار للسيدات 2021 ‏ فرق دراجات قارية سيدات (15)- Andy Schleck–CP NVST–Immo Losch ‏ - Aromitalia–Basso Bikes–Vaiano ‏ - بيزكايا دورانجو 2021 ‏ - دولتشيني فان إيك بروكسيموس 2021 ‏ - دروبز-لي كول 2021 ‏ - انيكات-آر بي إتش جلوبال-مارتين فيلا 2021 ‏ - فرتو-بي تي سي ‏ - لابورال كوتكسا فونداسيون يوسكادي 2021 ‏ - ماسي تكتيك 2021 ‏ - إن إكس تي جي ريسينغ 2021 ‏ - رالي 2021 ‏ - ريو مييرا - كانتابريا ديبورتي 2021 ‏ - سوبيلا 2021 ‏ - شارينت ماريتايم سيكلينج للسيدات سيكلينج 2021 ‏ - توب قيرلز فسى برتولو 2021 ‏ فرق دراجات قارية سيدات (2)- Burgos Alimenta Women Cycling Sport ‏ - Vib Sports ‏ |  |
| |  |

## المراحل
| قائمة المراحل | قائمة المراحل | قائمة المراحل                 | قائمة المراحل      | قائمة المراحل | قائمة المراحل     | قائمة المراحل     |
| المرحلة       | التاريخ       | الدورة                        |                    | المسافة (كم)  | الفائز بالمرحلة   | القائد العام      |
| ------------- | ------------- | ----------------------------- | ------------------ | ------------- | ----------------- | ----------------- |
| مرحلة 1       | 6 مايو        | Barxeta ‏ – غانديا             | مرحلة جبلية متوسطة | 125٫71        | أنيميك فان فليوتن | أنيميك فان فليوتن |
| مرحلة 2       | 7 يونيو       | كاستيون دي لا بلانا – فياريال | مرحلة جبلية متوسطة | 130٫71        | ساندرا ألونسو     | أنيميك فان فليوتن |
| مرحلة 3       | 8 مايو        | ساغونتو – بلنسية              | مرحلة مستوية       | 107٫76        | أليس بارنز        | أنيميك فان فليوتن |
| مرحلة 4       | 9 مايو        | Finestrat ‏ – لقنت             | مرحلة جبلية متوسطة | 114٫22        | Urška Žigart ‏     | أنيميك فان فليوتن |

## النتيجة

### مرحلة 1
هي مرحلة جبلية متوسطة، أقيمت في 6 مايو 2021، وامتدّت لمسافة 125.71 كيلومتر. فاز بالمرحلة أنيميك فان فليوتن، وكان متصدر الترتيب العام في نهاية المرحلة أنيميك فان فليوتن.
| التصنيف العام         | التصنيف العام            | التصنيف العام | التصنيف العام                     | التصنيف العام |
| العداء                | العداء                   | البلد         | الفريق                            | الوقت         |
| --------------------- | ------------------------ | ------------- | --------------------------------- | ------------- |
| 1                     | أنيميك فان فليوتن        | هولندا        | Movistar Women                    | 3 س 20 د 52 ث |
| 2                     | مارغريتا فيكتوريا غارسيا | إسبانيا       | Alé BTC Ljubljana                 | + 2 د 10 ث    |
| 3                     | Katrine Aalerud ‏         | النرويج       | Movistar Women                    | + 2 د 27 ث    |
| 4                     | Letizia Borghesi ‏        | إيطاليا       | Aromitalia Vaiano                 | + 2 د 31 ث    |
| 5                     | هانا لودفيغ              | ألمانيا       | Canyon-SRAM Racing                | + 2 د 31 ث    |
| 6                     | Špela Kern ‏              | سلوفينيا      | Massi Tactic                      | + 2 د 31 ث    |
| 7                     | Noemi Rüegg ‏             | سويسرا        | Stade Rochelais Charente-Maritime | + 2 د 31 ث    |
| 8                     | Debora Silvestri ‏        | إيطاليا       | Top Girls Fassa Bortolo           | + 2 د 31 ث    |
| 9                     | Neve Bradbury ‏           | أستراليا      | Canyon-SRAM Racing                | + 2 د 31 ث    |
| 10                    | Greta Marturano ‏         | إيطاليا       | Top Girls Fassa Bortolo           | + 2 د 31 ث    |
| مصدر: ProCyclingStats |                          |               |                                   |               |

### مرحلة 2
هي مرحلة جبلية متوسطة، أقيمت في 7 يونيو 2021، وامتدّت لمسافة 130.71 كيلومتر. فاز بالمرحلة ساندرا ألونسو، وكان متصدر الترتيب العام في نهاية المرحلة أنيميك فان فليوتن.
| التصنيف العام         | التصنيف العام            | التصنيف العام | التصنيف العام                     | التصنيف العام |
| العداء                | العداء                   | البلد         | الفريق                            | الوقت         |
| --------------------- | ------------------------ | ------------- | --------------------------------- | ------------- |
| 1                     | أنيميك فان فليوتن        | هولندا        | Movistar Women                    | 7 س 03 د 51 ث |
| 2                     | مارغريتا فيكتوريا غارسيا | إسبانيا       | Alé BTC Ljubljana                 | + 2 د 10 ث    |
| 3                     | Katrine Aalerud ‏         | النرويج       | Movistar Women                    | + 2 د 27 ث    |
| 4                     | Debora Silvestri ‏        | إيطاليا       | Top Girls Fassa Bortolo           | + 2 د 31 ث    |
| 5                     | Noemi Rüegg ‏             | سويسرا        | Stade Rochelais Charente-Maritime | + 2 د 31 ث    |
| 6                     | Greta Marturano ‏         | إيطاليا       | Top Girls Fassa Bortolo           | + 2 د 31 ث    |
| 7                     | هانا لودفيغ              | ألمانيا       | Canyon-SRAM Racing                | + 2 د 31 ث    |
| 8                     | Letizia Borghesi ‏        | إيطاليا       | Aromitalia Vaiano                 | + 2 د 31 ث    |
| 9                     | Špela Kern ‏              | سلوفينيا      | Massi Tactic                      | + 2 د 31 ث    |
| 10                    | Neve Bradbury ‏           | أستراليا      | Canyon-SRAM Racing                | + 2 د 31 ث    |
| مصدر: ProCyclingStats |                          |               |                                   |               |

### مرحلة 3
هي مرحلة بسيطة، أقيمت في 8 مايو 2021، وامتدّت لمسافة 107.76 كيلومتر. فاز بالمرحلة أليس بارنز، وكان متصدر الترتيب العام في نهاية المرحلة أنيميك فان فليوتن.
| التصنيف العام         | التصنيف العام            | التصنيف العام | التصنيف العام                     | التصنيف العام |
| العداء                | العداء                   | البلد         | الفريق                            | الوقت         |
| --------------------- | ------------------------ | ------------- | --------------------------------- | ------------- |
| 1                     | أنيميك فان فليوتن        | هولندا        | Movistar Women                    | 9 س 48 د 41 ث |
| 2                     | مارغريتا فيكتوريا غارسيا | إسبانيا       | Alé BTC Ljubljana                 | + 2 د 16 ث    |
| 3                     | Katrine Aalerud ‏         | النرويج       | Movistar Women                    | + 2 د 30 ث    |
| 4                     | Noemi Rüegg ‏             | سويسرا        | Stade Rochelais Charente-Maritime | + 2 د 31 ث    |
| 5                     | Debora Silvestri ‏        | إيطاليا       | Top Girls Fassa Bortolo           | + 2 د 31 ث    |
| 6                     | هانا لودفيغ              | ألمانيا       | Canyon-SRAM Racing                | + 2 د 32 ث    |
| 7                     | Greta Marturano ‏         | إيطاليا       | Top Girls Fassa Bortolo           | + 2 د 34 ث    |
| 8                     | Špela Kern ‏              | سلوفينيا      | Massi Tactic                      | + 2 د 34 ث    |
| 9                     | Omer Shapira ‏            | إسرائيل       | Canyon-SRAM Racing                | + 2 د 35 ث    |
| 10                    | يانيكي إنسينغ            | هولندا        | Team BikeExchange                 | + 2 د 41 ث    |
| مصدر: ProCyclingStats |                          |               |                                   |               |

### مرحلة 4
هي مرحلة جبلية متوسطة، أقيمت في 9 مايو 2021، وامتدّت لمسافة 114.22 كيلومتر. فاز بالمرحلة Urška Žigart ‏، وكان متصدر الترتيب العام في نهاية المرحلة أنيميك فان فليوتن.

## المشاركون
| يو أي أيه تيم ‏ ALE | يو أي أيه تيم ‏ ALE              | يو أي أيه تيم ‏ ALE |
| ------------------ | ------------------------------- | ------------------ |
| م                  | عداء                            | مرتبة              |
| 1                  | مارغريتا فيكتوريا غارسيا (طريق) | 2                  |
| 2                  | تاتيانا جوديرزو                 | 16                 |
| 3                  | صوفي رايت                       | 35                 |
| 4                  | Laura Tomasi ‏                   | 37                 |
| 5                  | Anastasia Chursina              | 36                 |

| كانيون–إس آر إيه إم ‏ CSR | كانيون–إس آر إيه إم ‏ CSR | كانيون–إس آر إيه إم ‏ CSR |
| ------------------------ | ------------------------ | ------------------------ |
| م                        | عداء                     | مرتبة                    |
| 11                       | Alice Barnes             | 44                       |
| 12                       | تيفاني كرومويل           | 13                       |
| 13                       | إيلا هاريس               | لم يكمل السباق           |
| 14                       | ليزا كلاين               | 39                       |
| 15                       | هانا لودفيغ              | 6                        |
| 16                       | Omer Shapira ‏ (طريق)     | 10                       |
| 17                       | Neve Bradbury ‏           | لم يبدأ-4                |

| Liv AlUla Jayco ‏ BEX | Liv AlUla Jayco ‏ BEX | Liv AlUla Jayco ‏ BEX |
| -------------------- | -------------------- | -------------------- |
| م                    | عداء                 | مرتبة                |
| 21                   | Urška Žigart ‏        | 52                   |
| 22                   | جيسيكا ألين          | 82                   |
| 23                   | أني سانستيبان        | 21                   |
| 24                   | يانيكي إنسينغ        | 11                   |
| 25                   | Teniel Campbell ‏     | 56                   |
| 26                   | Arianna Fidanza ‏     | 30                   |
| 27                   | جورجيا وليامز (طريق) | 22                   |

| موفيستار للسيدات ‏ MOV | موفيستار للسيدات ‏ MOV    | موفيستار للسيدات ‏ MOV |
| --------------------- | ------------------------ | --------------------- |
| م                     | عداء                     | مرتبة                 |
| 31                    | أنيميك فان فليوتن (طريق) | 1                     |
| 32                    | أليسيا غونزاليس بلانكو   | 46                    |
| 33                    | شيلا جوتيريز             | 45                    |
| 34                    | Paula Patiño ‏            | 23                    |
| 35                    | غلوريا رودريغيز          | لم يكمل السباق-3      |
| 36                    | Katrine Aalerud ‏         | 3                     |

| رالي سايكلنج ‏ RLW | رالي سايكلنج ‏ RLW    | رالي سايكلنج ‏ RLW |
| ----------------- | -------------------- | ----------------- |
| م                 | عداء                 | مرتبة             |
| 41                | كريستابل دوبيل هيكوك | 28                |
| 42                | Sara Poidevin ‏       | 71                |
| 43                | Leigh Ann Ganzar ‏    | لم يبدأ-4         |
| 44                | هايدي فرانز          | 59                |
| 45                | Katie Clouse ‏        | 33                |
| 46                | هولي بريك            | لم يبدأ-4         |
| 47                | Olivia Ray ‏          | لم يكمل السباق-3  |

| توب قيرلز فسى برتولو ‏ TOP | توب قيرلز فسى برتولو ‏ TOP | توب قيرلز فسى برتولو ‏ TOP |
| ------------------------- | ------------------------- | ------------------------- |
| م                         | عداء                      | مرتبة                     |
| 51                        | Michela Balducci ‏         | 92                        |
| 52                        | Giorgia Bariani ‏          | 49                        |
| 53                        | Elisa Dalla Valle ‏        | 74                        |
| 54                        | Greta Marturano ‏          | 8                         |
| 55                        | Gaia Masetti ‏             | 58                        |
| 56                        | Debora Silvestri ‏         | 4                         |
| 57                        | Giorgia Vettorello ‏       | لم يكمل السباق-4          |

| ماسي تكتيك تيم للسيدات ‏ MAT | ماسي تكتيك تيم للسيدات ‏ MAT | ماسي تكتيك تيم للسيدات ‏ MAT |
| --------------------------- | --------------------------- | --------------------------- |
| م                           | عداء                        | مرتبة                       |
| 61                          | Vita Heine ‏                 | 25                          |
| 62                          | إيما غرانت                  | 47                          |
| 63                          | Maaike Coljé ‏               | 51                          |
| 64                          | Olivia Baril ‏               | 38                          |
| 65                          | Špela Kern ‏                 | 7                           |
| 66                          | Mireia Benito ‏              | 27                          |
| 67                          | Mireia Trias ‏               | لم يكمل السباق-3            |

| دولتشيني فان إيك بروكسيموس ‏ DVE | دولتشيني فان إيك بروكسيموس ‏ DVE | دولتشيني فان إيك بروكسيموس ‏ DVE |
| ------------------------------- | ------------------------------- | ------------------------------- |
| م                               | عداء                            | مرتبة                           |
| 72                              | Nicole Steigenga ‏               | 69                              |
| 73                              | Kathrin Schweinberger ‏ (طريق)   | لم يبدأ-4                       |
| 74                              | Christina Schweinberger ‏        | 61                              |
| 75                              | Olha Kulynych ‏                  | 24                              |
| 76                              | Minke Bakker‏                    | 94                              |
| 77                              | Amber Aernouts‏                  | 64                              |

| Aromitalia–Basso Bikes–Vaiano ‏ VAI | Aromitalia–Basso Bikes–Vaiano ‏ VAI | Aromitalia–Basso Bikes–Vaiano ‏ VAI |
| ---------------------------------- | ---------------------------------- | ---------------------------------- |
| م                                  | عداء                               | مرتبة                              |
| 81                                 | Gemma Sernissi ‏                    | 85                                 |
| 83                                 | Letizia Borghesi ‏                  | 9                                  |
| 84                                 | Inga Češulienė ‏                    | 20                                 |
| 85                                 | راسا ليليفيتو                      | 14                                 |
| 86                                 | Giulia Marchesini ‏                 | 66                                 |
| 87                                 | Valentina Scandolara ‏              | 77                                 |

| بيزكايا دورانجو ‏ BDP | بيزكايا دورانجو ‏ BDP  | بيزكايا دورانجو ‏ BDP |
| -------------------- | --------------------- | -------------------- |
| م                    | عداء                  | مرتبة                |
| 91                   | ساندرا ألونسو         | 12                   |
| 92                   | Ariana Gilabert ‏      | 83                   |
| 93                   | لوسيا غونزاليس بلانكو | 18                   |
| 94                   | ESP                   | OTL-1                |
| 95                   | Nadine Gill ‏          | 29                   |
| 97                   | Émilie Fortin ‏        | 75                   |

| إن إكس تي جي ريسينغ ‏ NXG | إن إكس تي جي ريسينغ ‏ NXG | إن إكس تي جي ريسينغ ‏ NXG |
| ------------------------ | ------------------------ | ------------------------ |
| م                        | عداء                     | مرتبة                    |
| 101                      | Julia Borgström ‏         | 31                       |
| 102                      | Emily Wadsworth ‏         | لم يبدأ-4                |
| 103                      | Amelia Sharpe ‏           | 32                       |
| 104                      | Catalina Soto ‏           | 53                       |
| 105                      | Britt Knaven ‏            | لم يكمل السباق-1         |
| 106                      | Mylène de Zoete ‏         | لم يكمل السباق-4         |

| سوبيلا ومنز تيم ‏ SWT | سوبيلا ومنز تيم ‏ SWT      | سوبيلا ومنز تيم ‏ SWT |
| -------------------- | ------------------------- | -------------------- |
| م                    | عداء                      | مرتبة                |
| 111                  | Sofia Rodríguez ‏          | 48                   |
| 112                  | Claire Steels ‏            | 43                   |
| 113                  | Paula Soler‏               | لم يكمل السباق-1     |
| 114                  | Emma Ortiz‏                | 80                   |
| 115                  | ESP                       | 99                   |
| 116                  | Maria Banlles Santamaria ‏ | 93                   |
| 117                  | ESP                       | 15                   |

| انيكات سايكلنج تيم ‏ EIC | انيكات سايكلنج تيم ‏ EIC | انيكات سايكلنج تيم ‏ EIC |
| ----------------------- | ----------------------- | ----------------------- |
| م                       | عداء                    | مرتبة                   |
| 121                     | Anna Baidak‏             | 76                      |
| 122                     | Lija Laizāne            | 57                      |
| 123                     | Varvara Fasoi ‏          | لم يكمل السباق-1        |
| 124                     | Nicole D'Agostin ‏       | لم يكمل السباق-4        |
| 125                     | Kim Baptista‏            | 88                      |
| 126                     | Alessia Bulleri ‏        | لم يبدأ-4               |
| 127                     | Yuliia Biriukova ‏       | 19                      |

| ريو مييرا - كانتابريا ديبورتي ‏ RMC | ريو مييرا - كانتابريا ديبورتي ‏ RMC | ريو مييرا - كانتابريا ديبورتي ‏ RMC |
| ---------------------------------- | ---------------------------------- | ---------------------------------- |
| م                                  | عداء                               | مرتبة                              |
| 131                                | Fie Østerby ‏                       | 54                                 |
| 132                                | Elisabet Escursell Valero ‏         | 79                                 |
| 133                                | Nerea Nuno Iglesias‏                | لم يكمل السباق-1                   |
| 134                                | Carolina Esteban‏                   | لم يكمل السباق-1                   |
| 135                                | Isabel Martín ‏                     | لم يكمل السباق                     |
| 136                                | Susana Perez Conejero‏              | لم يكمل السباق-3                   |
| 137                                | ESP                                | لم يكمل السباق-1                   |

| دروبز ‏ DRP | دروبز ‏ DRP        | دروبز ‏ DRP |
| ---------- | ----------------- | ---------- |
| م          | عداء              | مرتبة      |
| 141        | آنا كريستيان ‏     | 26         |
| 142        | April Tacey ‏      | 67         |
| 143        | ماريا مارتينز     | 81         |
| 144        | Elise Marie Olsen‏ | 89         |
| 145        | Sara Penton ‏      | 65         |
| 146        | Finja Smekal‏      | 78         |
| 147        | Alice Towers ‏     | 34         |

| شارينت ماريتايم سيلينج للسيدات ‏ CMW | شارينت ماريتايم سيلينج للسيدات ‏ CMW | شارينت ماريتايم سيلينج للسيدات ‏ CMW |
| ----------------------------------- | ----------------------------------- | ----------------------------------- |
| م                                   | عداء                                | مرتبة                               |
| 151                                 | Séverine Eraud ‏                     | لم يكمل السباق-4                    |
| 152                                 | Noémie Abgrall ‏                     | لم يكمل السباق-4                    |
| 153                                 | Noemi Rüegg ‏                        | 5                                   |
| 154                                 | Maëva Squiban ‏                      | 68                                  |
| 156                                 | FRA                                 | لم يكمل السباق                      |
| 157                                 | Annabel Fisher ‏                     | 63                                  |

| لابورال كوتكسا فونداسيون يوسكادي ‏ LKF | لابورال كوتكسا فونداسيون يوسكادي ‏ LKF | لابورال كوتكسا فونداسيون يوسكادي ‏ LKF |
| ------------------------------------- | ------------------------------------- | ------------------------------------- |
| م                                     | عداء                                  | مرتبة                                 |
| 161                                   | ESP                                   | 96                                    |
| 162                                   | ESP                                   | لم يبدأ-2                             |
| 163                                   | ESP                                   | لم يكمل السباق-1                      |
| 164                                   | ESP                                   | OTL-1                                 |
| 165                                   | ESP                                   | 17                                    |
| 166                                   | Nekane Gómez ‏                         | لم يكمل السباق-1                      |
| 167                                   | Usoa Ostolaza ‏                        | 42                                    |

| دبليو سي سي تيم ‏ WCC | دبليو سي سي تيم ‏ WCC | دبليو سي سي تيم ‏ WCC |
| -------------------- | -------------------- | -------------------- |
| م                    | عداء                 | مرتبة                |
| 171                  | ماغورزاتا جاسيسكا    | 55                   |
| 172                  | Alessia Vigilia ‏     | 73                   |
| 173                  | Nicole Hanselmann ‏   | 87                   |
| 174                  | Tereza Neumanová ‏    | 41                   |
| 175                  | ARG                  | 90                   |
| 176                  | Nofar Maoz‏           | 86                   |

| فرتو-بي تي سي ‏ FAR | فرتو-بي تي سي ‏ FAR       | فرتو-بي تي سي ‏ FAR |
| ------------------ | ------------------------ | ------------------ |
| م                  | عداء                     | مرتبة              |
| 181                | Agnieta Francke‏          | 60                 |
| 182                | Enara López ‏             | 98                 |
| 183                | Sara Bonillo Talens‏      | 97                 |
| 184                | Teresa Ripoll Sabate ‏    | لم يكمل السباق-4   |
| 185                | Maria Del Pilar Jimenez ‏ | 95                 |
| 186                | Sandra Moral ‏            | 91                 |
| 187                | Liliana Jesus‏            | 84                 |

| Vib Sports ‏ VIB | Vib Sports ‏ VIB    | Vib Sports ‏ VIB  |
| --------------- | ------------------ | ---------------- |
| م               | عداء               | مرتبة            |
| 191             | Marta Romeu ‏       | 40               |
| 192             | ESP                | لم يكمل السباق   |
| 193             | VEN                | لم يكمل السباق-3 |
| 194             | Melisa Gomiz Perez‏ | لم يكمل السباق-1 |
| 196             | Georgia Bullard‏    | لم يكمل السباق-1 |

| Andy Schleck–CP NVST–Immo Losch ‏ ASC | Andy Schleck–CP NVST–Immo Losch ‏ ASC | Andy Schleck–CP NVST–Immo Losch ‏ ASC |
| ------------------------------------ | ------------------------------------ | ------------------------------------ |
| م                                    | عداء                                 | مرتبة                                |
| 201                                  | Fabienne Buri ‏                       | 70                                   |
| 202                                  | Georgia Danford‏                      | 62                                   |
| 203                                  | Mae Lang ‏                            | لم يكمل السباق-1                     |
| 204                                  | Rylee McMullen‏                       | لم يبدأ-2                            |
| 205                                  | Léna Mettraux ‏                       | لم يبدأ-2                            |
| 206                                  | Stella Nightingale‏                   | 72                                   |
| 207                                  | Michelle Andres ‏                     | 50                                   |

| يو أي أيه تيم ‏ ALE | يو أي أيه تيم ‏ ALE              | يو أي أيه تيم ‏ ALE |
| ------------------ | ------------------------------- | ------------------ |
| م                  | عداء                            | مرتبة              |
| 1                  | مارغريتا فيكتوريا غارسيا (طريق) | 2                  |
| 2                  | تاتيانا جوديرزو                 | 16                 |
| 3                  | صوفي رايت                       | 35                 |
| 4                  | Laura Tomasi ‏                   | 37                 |
| 5                  | Anastasia Chursina              | 36                 |

| كانيون–إس آر إيه إم ‏ CSR | كانيون–إس آر إيه إم ‏ CSR | كانيون–إس آر إيه إم ‏ CSR |
| ------------------------ | ------------------------ | ------------------------ |
| م                        | عداء                     | مرتبة                    |
| 11                       | Alice Barnes             | 44                       |
| 12                       | تيفاني كرومويل           | 13                       |
| 13                       | إيلا هاريس               | لم يكمل السباق           |
| 14                       | ليزا كلاين               | 39                       |
| 15                       | هانا لودفيغ              | 6                        |
| 16                       | Omer Shapira ‏ (طريق)     | 10                       |
| 17                       | Neve Bradbury ‏           | لم يبدأ-4                |

| Liv AlUla Jayco ‏ BEX | Liv AlUla Jayco ‏ BEX | Liv AlUla Jayco ‏ BEX |
| -------------------- | -------------------- | -------------------- |
| م                    | عداء                 | مرتبة                |
| 21                   | Urška Žigart ‏        | 52                   |
| 22                   | جيسيكا ألين          | 82                   |
| 23                   | أني سانستيبان        | 21                   |
| 24                   | يانيكي إنسينغ        | 11                   |
| 25                   | Teniel Campbell ‏     | 56                   |
| 26                   | Arianna Fidanza ‏     | 30                   |
| 27                   | جورجيا وليامز (طريق) | 22                   |

| موفيستار للسيدات ‏ MOV | موفيستار للسيدات ‏ MOV    | موفيستار للسيدات ‏ MOV |
| --------------------- | ------------------------ | --------------------- |
| م                     | عداء                     | مرتبة                 |
| 31                    | أنيميك فان فليوتن (طريق) | 1                     |
| 32                    | أليسيا غونزاليس بلانكو   | 46                    |
| 33                    | شيلا جوتيريز             | 45                    |
| 34                    | Paula Patiño ‏            | 23                    |
| 35                    | غلوريا رودريغيز          | لم يكمل السباق-3      |
| 36                    | Katrine Aalerud ‏         | 3                     |

| رالي سايكلنج ‏ RLW | رالي سايكلنج ‏ RLW    | رالي سايكلنج ‏ RLW |
| ----------------- | -------------------- | ----------------- |
| م                 | عداء                 | مرتبة             |
| 41                | كريستابل دوبيل هيكوك | 28                |
| 42                | Sara Poidevin ‏       | 71                |
| 43                | Leigh Ann Ganzar ‏    | لم يبدأ-4         |
| 44                | هايدي فرانز          | 59                |
| 45                | Katie Clouse ‏        | 33                |
| 46                | هولي بريك            | لم يبدأ-4         |
| 47                | Olivia Ray ‏          | لم يكمل السباق-3  |

| توب قيرلز فسى برتولو ‏ TOP | توب قيرلز فسى برتولو ‏ TOP | توب قيرلز فسى برتولو ‏ TOP |
| ------------------------- | ------------------------- | ------------------------- |
| م                         | عداء                      | مرتبة                     |
| 51                        | Michela Balducci ‏         | 92                        |
| 52                        | Giorgia Bariani ‏          | 49                        |
| 53                        | Elisa Dalla Valle ‏        | 74                        |
| 54                        | Greta Marturano ‏          | 8                         |
| 55                        | Gaia Masetti ‏             | 58                        |
| 56                        | Debora Silvestri ‏         | 4                         |
| 57                        | Giorgia Vettorello ‏       | لم يكمل السباق-4          |

| ماسي تكتيك تيم للسيدات ‏ MAT | ماسي تكتيك تيم للسيدات ‏ MAT | ماسي تكتيك تيم للسيدات ‏ MAT |
| --------------------------- | --------------------------- | --------------------------- |
| م                           | عداء                        | مرتبة                       |
| 61                          | Vita Heine ‏                 | 25                          |
| 62                          | إيما غرانت                  | 47                          |
| 63                          | Maaike Coljé ‏               | 51                          |
| 64                          | Olivia Baril ‏               | 38                          |
| 65                          | Špela Kern ‏                 | 7                           |
| 66                          | Mireia Benito ‏              | 27                          |
| 67                          | Mireia Trias ‏               | لم يكمل السباق-3            |

| دولتشيني فان إيك بروكسيموس ‏ DVE | دولتشيني فان إيك بروكسيموس ‏ DVE | دولتشيني فان إيك بروكسيموس ‏ DVE |
| ------------------------------- | ------------------------------- | ------------------------------- |
| م                               | عداء                            | مرتبة                           |
| 72                              | Nicole Steigenga ‏               | 69                              |
| 73                              | Kathrin Schweinberger ‏ (طريق)   | لم يبدأ-4                       |
| 74                              | Christina Schweinberger ‏        | 61                              |
| 75                              | Olha Kulynych ‏                  | 24                              |
| 76                              | Minke Bakker‏                    | 94                              |
| 77                              | Amber Aernouts‏                  | 64                              |

| Aromitalia–Basso Bikes–Vaiano ‏ VAI | Aromitalia–Basso Bikes–Vaiano ‏ VAI | Aromitalia–Basso Bikes–Vaiano ‏ VAI |
| ---------------------------------- | ---------------------------------- | ---------------------------------- |
| م                                  | عداء                               | مرتبة                              |
| 81                                 | Gemma Sernissi ‏                    | 85                                 |
| 83                                 | Letizia Borghesi ‏                  | 9                                  |
| 84                                 | Inga Češulienė ‏                    | 20                                 |
| 85                                 | راسا ليليفيتو                      | 14                                 |
| 86                                 | Giulia Marchesini ‏                 | 66                                 |
| 87                                 | Valentina Scandolara ‏              | 77                                 |

| بيزكايا دورانجو ‏ BDP | بيزكايا دورانجو ‏ BDP  | بيزكايا دورانجو ‏ BDP |
| -------------------- | --------------------- | -------------------- |
| م                    | عداء                  | مرتبة                |
| 91                   | ساندرا ألونسو         | 12                   |
| 92                   | Ariana Gilabert ‏      | 83                   |
| 93                   | لوسيا غونزاليس بلانكو | 18                   |
| 94                   | ESP                   | OTL-1                |
| 95                   | Nadine Gill ‏          | 29                   |
| 97                   | Émilie Fortin ‏        | 75                   |

| إن إكس تي جي ريسينغ ‏ NXG | إن إكس تي جي ريسينغ ‏ NXG | إن إكس تي جي ريسينغ ‏ NXG |
| ------------------------ | ------------------------ | ------------------------ |
| م                        | عداء                     | مرتبة                    |
| 101                      | Julia Borgström ‏         | 31                       |
| 102                      | Emily Wadsworth ‏         | لم يبدأ-4                |
| 103                      | Amelia Sharpe ‏           | 32                       |
| 104                      | Catalina Soto ‏           | 53                       |
| 105                      | Britt Knaven ‏            | لم يكمل السباق-1         |
| 106                      | Mylène de Zoete ‏         | لم يكمل السباق-4         |

| سوبيلا ومنز تيم ‏ SWT | سوبيلا ومنز تيم ‏ SWT      | سوبيلا ومنز تيم ‏ SWT |
| -------------------- | ------------------------- | -------------------- |
| م                    | عداء                      | مرتبة                |
| 111                  | Sofia Rodríguez ‏          | 48                   |
| 112                  | Claire Steels ‏            | 43                   |
| 113                  | Paula Soler‏               | لم يكمل السباق-1     |
| 114                  | Emma Ortiz‏                | 80                   |
| 115                  | ESP                       | 99                   |
| 116                  | Maria Banlles Santamaria ‏ | 93                   |
| 117                  | ESP                       | 15                   |

| انيكات سايكلنج تيم ‏ EIC | انيكات سايكلنج تيم ‏ EIC | انيكات سايكلنج تيم ‏ EIC |
| ----------------------- | ----------------------- | ----------------------- |
| م                       | عداء                    | مرتبة                   |
| 121                     | Anna Baidak‏             | 76                      |
| 122                     | Lija Laizāne            | 57                      |
| 123                     | Varvara Fasoi ‏          | لم يكمل السباق-1        |
| 124                     | Nicole D'Agostin ‏       | لم يكمل السباق-4        |
| 125                     | Kim Baptista‏            | 88                      |
| 126                     | Alessia Bulleri ‏        | لم يبدأ-4               |
| 127                     | Yuliia Biriukova ‏       | 19                      |

| ريو مييرا - كانتابريا ديبورتي ‏ RMC | ريو مييرا - كانتابريا ديبورتي ‏ RMC | ريو مييرا - كانتابريا ديبورتي ‏ RMC |
| ---------------------------------- | ---------------------------------- | ---------------------------------- |
| م                                  | عداء                               | مرتبة                              |
| 131                                | Fie Østerby ‏                       | 54                                 |
| 132                                | Elisabet Escursell Valero ‏         | 79                                 |
| 133                                | Nerea Nuno Iglesias‏                | لم يكمل السباق-1                   |
| 134                                | Carolina Esteban‏                   | لم يكمل السباق-1                   |
| 135                                | Isabel Martín ‏                     | لم يكمل السباق                     |
| 136                                | Susana Perez Conejero‏              | لم يكمل السباق-3                   |
| 137                                | ESP                                | لم يكمل السباق-1                   |

| دروبز ‏ DRP | دروبز ‏ DRP        | دروبز ‏ DRP |
| ---------- | ----------------- | ---------- |
| م          | عداء              | مرتبة      |
| 141        | آنا كريستيان ‏     | 26         |
| 142        | April Tacey ‏      | 67         |
| 143        | ماريا مارتينز     | 81         |
| 144        | Elise Marie Olsen‏ | 89         |
| 145        | Sara Penton ‏      | 65         |
| 146        | Finja Smekal‏      | 78         |
| 147        | Alice Towers ‏     | 34         |

| شارينت ماريتايم سيلينج للسيدات ‏ CMW | شارينت ماريتايم سيلينج للسيدات ‏ CMW | شارينت ماريتايم سيلينج للسيدات ‏ CMW |
| ----------------------------------- | ----------------------------------- | ----------------------------------- |
| م                                   | عداء                                | مرتبة                               |
| 151                                 | Séverine Eraud ‏                     | لم يكمل السباق-4                    |
| 152                                 | Noémie Abgrall ‏                     | لم يكمل السباق-4                    |
| 153                                 | Noemi Rüegg ‏                        | 5                                   |
| 154                                 | Maëva Squiban ‏                      | 68                                  |
| 156                                 | FRA                                 | لم يكمل السباق                      |
| 157                                 | Annabel Fisher ‏                     | 63                                  |

| لابورال كوتكسا فونداسيون يوسكادي ‏ LKF | لابورال كوتكسا فونداسيون يوسكادي ‏ LKF | لابورال كوتكسا فونداسيون يوسكادي ‏ LKF |
| ------------------------------------- | ------------------------------------- | ------------------------------------- |
| م                                     | عداء                                  | مرتبة                                 |
| 161                                   | ESP                                   | 96                                    |
| 162                                   | ESP                                   | لم يبدأ-2                             |
| 163                                   | ESP                                   | لم يكمل السباق-1                      |
| 164                                   | ESP                                   | OTL-1                                 |
| 165                                   | ESP                                   | 17                                    |
| 166                                   | Nekane Gómez ‏                         | لم يكمل السباق-1                      |
| 167                                   | Usoa Ostolaza ‏                        | 42                                    |

| دبليو سي سي تيم ‏ WCC | دبليو سي سي تيم ‏ WCC | دبليو سي سي تيم ‏ WCC |
| -------------------- | -------------------- | -------------------- |
| م                    | عداء                 | مرتبة                |
| 171                  | ماغورزاتا جاسيسكا    | 55                   |
| 172                  | Alessia Vigilia ‏     | 73                   |
| 173                  | Nicole Hanselmann ‏   | 87                   |
| 174                  | Tereza Neumanová ‏    | 41                   |
| 175                  | ARG                  | 90                   |
| 176                  | Nofar Maoz‏           | 86                   |

| فرتو-بي تي سي ‏ FAR | فرتو-بي تي سي ‏ FAR       | فرتو-بي تي سي ‏ FAR |
| ------------------ | ------------------------ | ------------------ |
| م                  | عداء                     | مرتبة              |
| 181                | Agnieta Francke‏          | 60                 |
| 182                | Enara López ‏             | 98                 |
| 183                | Sara Bonillo Talens‏      | 97                 |
| 184                | Teresa Ripoll Sabate ‏    | لم يكمل السباق-4   |
| 185                | Maria Del Pilar Jimenez ‏ | 95                 |
| 186                | Sandra Moral ‏            | 91                 |
| 187                | Liliana Jesus‏            | 84                 |

| Vib Sports ‏ VIB | Vib Sports ‏ VIB    | Vib Sports ‏ VIB  |
| --------------- | ------------------ | ---------------- |
| م               | عداء               | مرتبة            |
| 191             | Marta Romeu ‏       | 40               |
| 192             | ESP                | لم يكمل السباق   |
| 193             | VEN                | لم يكمل السباق-3 |
| 194             | Melisa Gomiz Perez‏ | لم يكمل السباق-1 |
| 196             | Georgia Bullard‏    | لم يكمل السباق-1 |

| Andy Schleck–CP NVST–Immo Losch ‏ ASC | Andy Schleck–CP NVST–Immo Losch ‏ ASC | Andy Schleck–CP NVST–Immo Losch ‏ ASC |
| ------------------------------------ | ------------------------------------ | ------------------------------------ |
| م                                    | عداء                                 | مرتبة                                |
| 201                                  | Fabienne Buri ‏                       | 70                                   |
| 202                                  | Georgia Danford‏                      | 62                                   |
| 203                                  | Mae Lang ‏                            | لم يكمل السباق-1                     |
| 204                                  | Rylee McMullen‏                       | لم يبدأ-2                            |
| 205                                  | Léna Mettraux ‏                       | لم يبدأ-2                            |
| 206                                  | Stella Nightingale‏                   | 72                                   |
| 207                                  | Michelle Andres ‏                     | 50                                   |

## التصنيف العام النهائي
| التصنيف العام         | التصنيف العام            | التصنيف العام | التصنيف العام                     | التصنيف العام  |
| العداء                | العداء                   | البلد         | الفريق                            | الوقت          |
| --------------------- | ------------------------ | ------------- | --------------------------------- | -------------- |
| 1                     | أنيميك فان فليوتن        | هولندا        | Movistar Women                    | 13 س 18 د 57 ث |
| 2                     | مارغريتا فيكتوريا غارسيا | إسبانيا       | Alé BTC Ljubljana                 | + 2 د 16 ث     |
| 3                     | Katrine Aalerud ‏         | النرويج       | Movistar Women                    | + 2 د 30 ث     |
| 4                     | Debora Silvestri ‏        | إيطاليا       | Top Girls Fassa Bortolo           | + 2 د 31 ث     |
| 5                     | Noemi Rüegg ‏             | سويسرا        | Stade Rochelais Charente-Maritime | + 2 د 31 ث     |
| 6                     | هانا لودفيغ              | ألمانيا       | Canyon-SRAM Racing                | + 2 د 32 ث     |
| 7                     | Špela Kern ‏              | سلوفينيا      | Massi Tactic                      | + 2 د 34 ث     |
| 8                     | Greta Marturano ‏         | إيطاليا       | Top Girls Fassa Bortolo           | + 2 د 34 ث     |
| 9                     | Letizia Borghesi ‏        | إيطاليا       | Aromitalia Vaiano                 | + 2 د 34 ث     |
| 10                    | Omer Shapira ‏            | إسرائيل       | Canyon-SRAM Racing                | + 2 د 34 ث     |
| مصدر: ProCyclingStats |                          |               |                                   |                |

### تصنيف الجبال
| تصنيف الجبال          | تصنيف الجبال             | تصنيف الجبال     | تصنيف الجبال       | تصنيف الجبال |
| العداء                | العداء                   | البلد            | الفريق             | النقاط       |
| --------------------- | ------------------------ | ---------------- | ------------------ | ------------ |
| 1                     | كريستابل دوبيل هيكوك     | الولايات المتحدة | Rally Cycling      | 23 نقطة      |
| 2                     | يانيكي إنسينغ            | هولندا           | Team BikeExchange  | 21 نقطة      |
| 3                     | Omer Shapira ‏            | إسرائيل          | Canyon-SRAM Racing | 20 نقطة      |
| 4                     | Nadine Gill ‏             | ألمانيا          | Bizkaia-Durango    | 12 نقطة      |
| 5                     | Urška Žigart ‏            | سلوفينيا         | Team BikeExchange  | 7 نقطة       |
| 6                     | أنيميك فان فليوتن        | هولندا           | Movistar Women     | 6 نقطة       |
| 7                     | مارغريتا فيكتوريا غارسيا | إسبانيا          | Alé BTC Ljubljana  | 6 نقطة       |
| 8                     | هايدي فرانز              | الولايات المتحدة | Rally Cycling      | 4 نقطة       |
| 9                     | Katrine Aalerud ‏         | النرويج          | Movistar Women     | 3 نقطة       |
| 10                    | تاتيانا جوديرزو          | إيطاليا          | Alé BTC Ljubljana  | 2 نقطة       |
| مصدر: ProCyclingStats |                          |                  |                    |              |

## تصانيف فرعية

### تصنيف أفضل شاب
| تصنيف أفضل شاب        | تصنيف أفضل شاب   | تصنيف أفضل شاب                  | تصنيف أفضل شاب                    | تصنيف أفضل شاب |
| العداء                | العداء           | البلد                           | الفريق                            | الوقت          |
| --------------------- | ---------------- | ------------------------------- | --------------------------------- | -------------- |
| 1                     | Noemi Rüegg ‏     | سويسرا                          | Stade Rochelais Charente-Maritime | 13 س 21 د 28 ث |
| 2                     | هانا لودفيغ      | ألمانيا                         | Canyon-SRAM Racing                | + 1 ث          |
| 3                     | إسبانيا          | Sopela Women's Team             | + 46 ث                            |                |
| 4                     | إسبانيا          | Laboral Kutxa-Fundacion Euskadi | + 49 ث                            |                |
| 5                     | Olha Kulynych ‏   | أوكرانيا                        | Doltcini-Van Eyck-Proximus        | + 55 ث         |
| 6                     | Julia Borgström ‏ | السويد                          | NXTG Racing                       | + 3 د 02 ث     |
| 7                     | Amelia Sharpe ‏   | المملكة المتحدة                 | NXTG Racing                       | + 3 د 02 ث     |
| 8                     | Katie Clouse ‏    | الولايات المتحدة                | Rally Cycling                     | + 3 د 02 ث     |
| 9                     | Alice Towers ‏    | المملكة المتحدة                 | Drops-Le Col                      | + 4 د 07 ث     |
| 10                    | صوفي رايت        | المملكة المتحدة                 | Alé BTC Ljubljana                 | + 4 د 07 ث     |
| مصدر: ProCyclingStats |                  |                                 |                                   |                |

## وصلات خارجية
- الموقع الرسمي
- لمحة عن سباق سيتمانا فالنسيا 2021 على موقع  ProCyclingStats   (برو  سايكلنج  ستاتس) - إحصاءات  محترفي  الدراجات.
- سيتمانا فالنسيا 2021 على موقع إحصائيات الدراجات الإحترافية (الإنجليزية)